# گری استویک
گری استویک (انگلیسی: Gry Østvik؛ زادهٔ ۱۴ اوت ۱۹۶۳) ورزشکار  اهل نروژ است.
وی در سالهای ۱۹۸۴ و ۱۹۸۵ در تیم نروژ شرکت کرد.

## جام جهانی
استوویک در فصل ۱۹۸۲/۸۳ برنده جام جهانی بیاتلون شد. او کسب مقام سوم در سال ۱۹۸۳/۸۴ مسابقات را به پایان رساند.